# Oxford Calculators

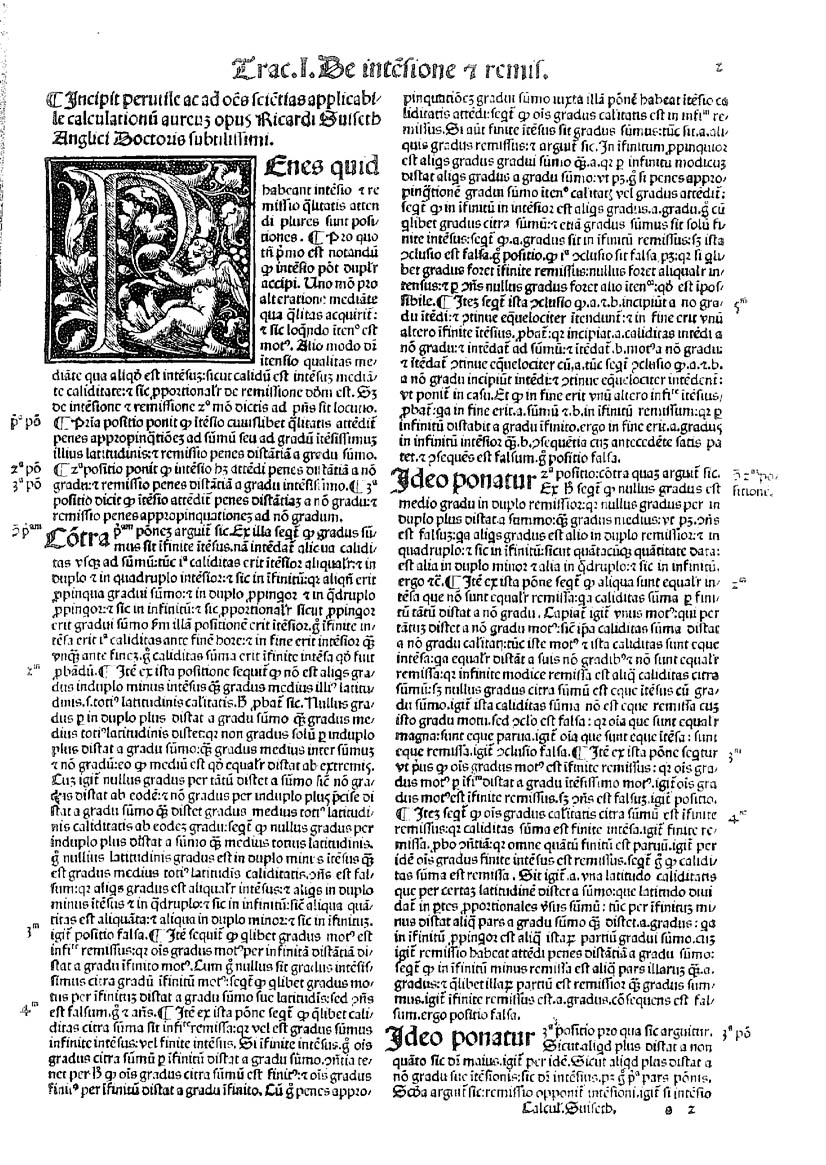
Richard Swineshead, Người tính toán, 1520

Oxford Calculators (dịch sang tiếng Việt có nghĩa là Những người tính toán ở Oxford) là một nhóm các nhà tư tưởng vào thế kỷ 14, hầu như có liên quan đến Trường đại học Merton, Oxford; vì điều này nhóm được gọi là Trường phái Merton. Những người đàn ông này đã sử dụng một sự tiếp cận toán học-logic nổi bật đối với các vấn đề triết học. Những nhà tính toán mấu chốt, những người viết các tác phẩm vào phần tư thứ hai của thế kỷ 14, là Thomas Bradwardine, William Heytesbury, Richard Swineshead và John Dumbleton. Những người này đã dựa vào các tác phẩm ban đầu của Walter Burley và Gerard xứ Brussels để viết các tác phẩm của mình.

## Khoa học
Những sự phát triển mà những người đàn ông này mang lại ban đầu chỉ thuần là toán học nhưng sau đó đã trở nên thích hợp đối với cơ khí. Họ đã sử dụng logic và vật lý của Aristotle. Họ cũng nghiên cứu và nỗ lực để xác định mọi tính chất vật chất và có thể quan sát được như hơi nóng, lực, màu sắc và ánh sáng. Aristotle đã tin rằng chỉ có độ dài và chuyển động có thể xác định được. Thế nhưng, nhóm Oxford Calculators đã sử dụng triết học của ông và chứng minh điều mà ông đã nghĩ là không chính xác bằng việc thể hiện rằng có thể tính toán những thứ như nhiệt độ và năng lượng. Họ đã phát triển công trình của al-Battini về lượng giác học và tác phẩm nổi tiếng nhất của họ là việc phát triển định lý tốc độ trung bình (mặc dù điều này được gắn cho công lao của Galileo Galilei, hay còn được biết đến là "Định luật của các Vật thể Rơi". Mặc dù họ cố gắng để xác định những tính chất có thể quan sát này, mối quan tâm của họ lại nghiêng về triết học và các khía cạnh logic nhiều hơn là thế giới tự nhiên. Họ đã sử dụng những con số để phủ nhận về mặt triết học và chứng minh được lý do "tại sao" thứ gì đó hoạt động như nó đã từng và "làm sao" nó không chỉ hoạt động như nó đã từng.
Oxford Calculators đã phân biệt chuyển động học và động lực học, làm nổi bật chuyển động học và nghiên cứu vận tốc tức thời. Họ là những người đầu tiên công thức hóa định lý tốc độ trung bình: Một vật thể di chuyển với vận tốc không đổi đi khoảng cách giống như một vận được gia tốc trong cùng một khoảng thời gian nếu như vận tốc của nó bằng một nửa vận tốc cuối cùng của vật thể được gia tốc
Nhà vật lý toán học và nhà sử học khoa học Clifford Truesdell đã viết như thế này:
Những nguồn được xuất bản vào thời điểm hiện tại cho chúng ta thấy, vượt trên cả sự cạnh trang, rằng những tinh chất chuyển động học chủ yếu của các chuyển động được gia tốc đều, vẫn được gán cho Galileo bởi các văn bản vật lý, đã được phát hiện và chứng minh bởi các học giả ở trường đại học Merton... Về nguyên tắc, phẩm chất của các nhà vật lý Hy Lạp đã bị thay thế, chí ít là trong vấn đề chuyển động, bởi các phẩm chất số học đã thống trị khoa học phương Tây kể từ đó. Công trình đã lan rộng đến Pháp, Ý và những phần khác của châu Âu. Gần như ngay lập tức, Giovanni di Casale và Nicole Oresme đã tìm được cách biểu diễn các kết quả bằng các ký tự hình học, giới thiệu sự kết nối giữa hình học và thế giới vật chất thứ đã trở thành một thói quen đặc trưng thứ hai của tư tưởng phương Tây

Trong tác phẩm Tractatus de proportionibus (1328), Bradwardine đã mở rộng lý thuyết về sự cân xứng của Eudoxus để thúc đẩy sự ra đời của khái niệm tăng trưởng theo cấp số nhân, sau đó được phát triển bởi Jakob Bernoulli và Leonhard Euler, với lãi ghép là một trường hợp đặc biệt. Những bàn luận về vận tốc trung bình phía trên yêu cầu khái niệm hiện đại của giới hạn, vì thế Bradwardine phải sử dụng những tranh luận này vào thời đại của mình. Nhà toán học và nhà sử học toán học Carl Benjamin Boyer đã viết như sau: "Bradwardine đã phát triển lý thuyết của Boethius về tỷ lệ nhân đôi hay nhân ba, hay rộng hơn, là tỷ lệ mà chúng ta sẽ gọi là tỷ lệ "n-tuple"".
Boyer cũng viết rằng "tác phẩm của Bradwardine đã chứa đựng vài nền tảng của lượng giác". Tuy thế, "Bradwardine và những người đồng nghiệp tại Oxford chưa thực sự tạo ra sự đột phát cho khoa học hiện đại". Sự thiếu sót đáng chú ý nhất đó chính là đại số.